# Jennifer Gießler
Jennifer Gießler (* 16. Oktober 1993 in Lauterbach) ist eine deutsche Politikerin (CDU) und seit 2024 Mitglied des Hessischen Landtags.

## Leben
Jennifer Gießler wurde in Lauterbach (Hessen) geboren und wuchs im Ortsteil Rudlos auf. Sie besuchte die Eichberg-Grundschule und absolvierte 2012 ihr Abitur an der Alexander-von-Humboldt-Schule Lauterbach. Von 2012 bis 2020 studierte sie Rechtswissenschaften an der Justus-Liebig-Universität Gießen. Während ihres Studiums war sie von 2015 bis 2020 im Wahlkreisbüro von Helge Braun beschäftigt. Nach ihrem Rechtsreferendariat am Landgericht Kassel war sie bis zu ihrem Einzug in den Landtag Anfang 2024 als Personalreferentin für Arbeitsrecht beim Malteser Hilfsdienst tätig.
Gießler ist evangelisch. 2021 wurde sie in den Kirchenvorstand der Evangelischen Kirchengemeinde Lauterbach gewählt.

## Politik
Gießler war von 2006 bis 2010 Mitglied des Stadtjugendparlaments der Kreisstadt Lauterbach. 2009 wurde sie Mitglied der Jungen Union und wurde Mitglied des Kreisvorstands der Jungen Union Vogelsberg sowie des Stadtverbandsvorstands in Lauterbach und des Bezirksvorstands Osthessen. Sie führte die Junge Union Vogelsberg als Kreisvorsitzende von 2013 bis 2022. Seit dem Eintritt in die CDU im Jahr 2013 ist sie im Stadtverbandsvorstand der CDU Lauterbach tätig und steht diesem seit November 2023 vor. 
Bei der Kommunalwahl 2016 wurde Gießler in die Stadtverordnetenversammlung von Lauterbach und in den Vogelsberger Kreistag gewählt. Im Jahr 2021 wurde sie in beide kommunalen Parlamente wiedergewählt.
Bei der Landtagswahl in Hessen 2023 kandidierte Gießler als Ersatzkandidatin von Michael Ruhl im Wahlkreis Vogelsberg. Nachdem Ruhl Staatssekretär in der Landesregierung Boris Rhein II wurde, übernahm sie als Ersatzbewerberin das Direktmandat für den Wahlkreis und zog 2024 in den Hessischen Landtag ein.